# جک ایلام
جک ایلام (انگلیسی: Jack Elam؛ ۱۳ نوامبر ۱۹۲۰ – ۲۰ اکتبر ۲۰۰۳)  هنرپیشه اهل آمریکا بود .

## فیلم‌شناسی
از فیلم‌ها یا برنامه‌های تلویزیونی که وی در آن نقش داشته‌است می‌توان به یاران، روزی روزگاری در غرب، مرگبار ببوس مرا، هانی کولدر و جنگل پنهان تارزان اشاره کرد.